# صباح كرحوت
صباح كرحوت وهو سياسي عراقي من محافظة الأنبار ولد في سنة 1968 وهو من القائمة ائتلاف العراقية العربية التابعة لصالح المطلك وهو حالياً رئيس مجلس محافظة الأنبار.